# ボクは女学生
『ボクは女学生』（ボクはじょがくせい）は、1973年10月5日から1974年3月29日までフジテレビ系列局で放送されていたフジテレビ・東宝共同製作のテレビドラマである。全25話。放送時間は毎週金曜 19:00 - 19:30 （日本標準時）。

## 概要
当時の人気アイドルグループ・フォーリーブスの北公次初の単独主演作品である。主人公が元女子高校の共学高校に通い、女学生と対立するという設定である。
撮影を開始するにあたり、北の相手役が一般公募されて11名が受かったが、その中には大竹しのぶ・木村理恵らもいた。

## ストーリー
主人公・清水二郎は飛行機事故で両親を失い、祖父が創立した「清水病院」に引き取られて男子高校に通っていた。ところが、二郎の通う高校が経営難から清水病院の院長の娘（つまり二郎の従姉妹）・アカネが通う女子高校に吸収されたため、学内は女子生徒と二郎たち男子生徒による対決の場と化す。

## 出演者
- 清水二郎：北公次（フォーリーブス）
- 清水アカネ：木村由貴子
- 吉田次昭
- 進士晴久
- 大竹しのぶ
- 郷ひろみ
- 青山孝（フォーリーブス）
- おりも政夫（フォーリーブス）
- 江木俊夫（フォーリーブス）
- 小野ひずる
- 木村理恵
- ほか

## スタッフ
- 脚本：才賀明ほか
- 監督：児玉進ほか
- 企画協力：東京新社
- 音楽：広瀬健次郎
- 現像：東洋現像所
- 制作担当者：大出凱理
- ユニットマネージャー：久東晃
- プロデューサー：野口光一、八百坂勉
- 制作：フジテレビ、東宝

## 主題歌
- 『愛と希望の街』
  - 作曲：鈴木邦彦 / 作詞・歌：北公次

## 放送局
特記の無い場合の放送時間は全て金曜 19:00 - 19:30、同時ネット
- フジテレビ（制作局）
- 北海道文化放送[1]
- 青森放送：日曜 9:30 - 10:00[2]
- 岩手放送：水曜 18:00 - 18:30[3]
- 秋田テレビ[4]
- 山形テレビ[5]
- 仙台放送[5]
- 長野放送：月曜 18:00 - 18:30[6]
- テレビ静岡[7]
- 東海テレビ[8]
- 関西テレビ[9]
- 山陰中央テレビ[10]
- 広島テレビ[11]
- 四国放送：月曜 18:00 - 18:30[12]
- 西日本放送：日曜 12:45 - 13:15[11]
- テレビ西日本[13]
- テレビ長崎[13]
- テレビ熊本[13]
- 大分放送[14]
- テレビ宮崎[15]
- 鹿児島テレビ：水曜 19:00 - 19:30[15]